# ホッジス隕石
ホッジス隕石（ホッジスいんせき、Hodges Meteorite）は、1954年11月30日にアメリカ合衆国アラバマ州に落下した隕石で、人間に当たって負傷させた確実な記録が残る最初の隕石である。シラコーガ（Sylacauga）隕石のうちの、大きさが18cm×13cm、質量 約3.9kgの破片である。

## 概要
1954年11月30日12時46分（中部標準時）、アラバマ州タラディーガ郡シラコーガの近傍のオークグローブ（en:Oak Grove, Alabama）にあるホッジス家の屋根を突き抜け、室内の木製のラジオを破壊したうえ、昼寝をしていたアン・エリザベス・ホッジス(Hodges)夫人（1920-1972、当時34歳）に当たった。ホッジス夫人は左尻と左腕にひどい打撲を負ったが、歩くことはできた。この事象は世界的なニュースになった。隕石の落下したホッジス家の向かいは、偶然にも「Comet Drive-In Theater」という名称のドライブインシアターであった。
この隕石はアメリカ空軍によって回収された。夫のユージン・ホッジスは弁護士を雇って空軍に返還を要求したところ、5,000ドルで購入するという申し出があったという。また、ホッジスが賃借していた家の家主も隕石の返還を求めて訴訟を起こした。1年以上経ってからホッジス夫妻に隕石が返還された時には世間の関心も薄れ、高く買おうとする人間は現れなかった。アン・ホッジスは世間の注目や隕石の所有権の争いが不快になり、1956年に隕石をアラバマ自然史博物館に寄付した。現在、隕石はアラバマ大学の自然歴史博物館に展示されている。
ホッジス隕石はシラコーガ隕石の破片で、H4型のコンドライトである。質量は3.86 kgである。

## その後
ホッジス家の家屋は、空き家になっている間に、1998年10月1日の火事によって取り壊されたため、現地には何も残っていない。ホッジス家のあった場所から北東約50mの3075-3223 Old Birmingham Hwy, Oak Grove, AL 35150 の地点に、アラバマ州観光局とオーク・グローブ町が2010年5月に建てた記念看板がある。ホッジス家の住所は1360 Odens Mill Road（番地は概略）であったが、この記念看板はそこから約50ｍ離れた元の家屋の裏側に当たる、より交通量が多く人目につくOld Birmingham Hwyの方に建てられている。

## 人に当たった隕石
ホッジズ隕石（シラコーガ隕石）以外にも隕石が人に当たったと考えられる記録は存在する。1677年にイタリア北部のトルトーナで書かれた記録では、ミラノ人の托鉢修道士が隕石と思われるものに当たって死んだ話が書かれている。1992年にウガンダに落ちたウンバール隕石では、3グラムほどの小さな破片が少年に当たったが、木に当たって勢いが落ちてから当たったため負傷は発生しなかったという。2009年にはドイツのエッセンに住む14歳の少年が、登校途中に明るい光の筋が自分めがけて飛んできて、その直後に隕石が体に当たったと主張し世界的に話題となった。この隕石は豆粒ほどの大きさで、少年の腕をかすめて長いやけどの痕を作り、アスファルトの地面に衝突して足の大きさほどのクレーターができたという。しかしこれは実際の隕石落下かどうかは確認されておらず少年の主張には疑いもある。2013年にロシアに落下したチェリャビンスク隕石では、隕石の破片の1つが52歳の女性に衝突し、頸椎を骨折する怪我を負っている。